# (7984) 1980 SM
(7984) 1980 SM là một tiểu hành tinh vành đai chính. Nó được phát hiện bởi Zdeňka Vávrová ở Đài thiên văn Kleť gần České Budějovice, Cộng hòa Séc, ngày 29 tháng 9 năm 1980.